# ایان بوگی
ایان بوگی (انگلیسی: Ian Bogie؛ زادهٔ ۶ دسامبر ۱۹۶۷) بازیکن فوتبال اهل بریتانیا است.
از باشگاه‌هایی که در آن بازی کرده‌است می‌توان به باشگاه فوتبال پرستون نورث اند، باشگاه فوتبال گیتزهد، باشگاه فوتبال کیدرمینستر هاریرس، باشگاه فوتبال میلوال، باشگاه فوتبال نیوکاسل یونایتد، باشگاه فوتبال پورت ویل، و باشگاه فوتبال لیتون اورینت اشاره کرد.